# Aruanã
Aruanãs são peixes de água doce  da família Osteoglossidae, muitas vezes conhecidos como língua-de-osso. Nesta família de peixes, a cabeça é ossuda e o corpo largo é coberto por escamas enormes, formando um padrão de mosaico. As espinhas dorsal e anal possuem leves raios e são longas, enquanto as peitorais e ventrais são pequenas. O nome "língua-de-osso" é derivado de um osso dental na parede da boca, a "língua", equipada com dentes que mordem contra os outros no céu da boca. Os peixes podem obter oxigênio pelo ar sugando até o saco de gás, que é alinhado com capilaridades como tecido. Os aruanãs são obrigados a respirar ar.

## Etimologia
"Aruanã" procede do tupi antigo aruanã.

## Classificação e zoogeografia
Osteoglossídeos são peixes primitivos do Terciário e são colocados na ordem Osteoglossiformes da classe Actinopterygii. Existem dez espécies: três da América do Sul, uma da África, quatro da Ásia e as duas remanescentes da Austrália.
Osteoglossídeos são peixes exclusivos de água doce e são encontrados dos dois lados da Linha de Wallace. Isto pode ser explicado pelo fato de os aruanãs asiáticos  (S. formosus) terem divergido dos australianos Scleropages, S. jardinii e S. leichardti, há cerca de mais de 140 milhões de anos, o que torna provável que aruanãs asiáticos tenham sido transportados para a Ásia pelo subcontinente indiano.

## Alimentação
Osteoglossídeos são carnívoros, especializados em pegar a comida da superfície. São excelentes saltadores; foi relatado que espécies de Osteoglossum foram vistas pulando mais de 6 pés (quase 2 metros) da superfície d'água para apanhar insetos e aves em galhos na América do Sul, daí o apelido de "macacos d'água". Foi especulado que aruanãs capturariam presas tão grandes como morcegos que voam baixo e pequenos pássaros. Todas as espécies são grandes, e o pirarucu é um concorrente para o título de maior peixe de água doce. O aruanã geralmente cresce em torno de 0,9 a 1,2 metros, mas isso só é possível em cativeiro.
Várias espécies de osteoglossídeos exibem extensos cuidados parentais. Eles constroem ninhos e protegem os mais jovens depois que chocam. Algumas espécies são chocadeiras de boca: os pais carregam às vezes centenas de ovos em suas bocas. Os mais jovens podem fazer várias viagens experimentais fora da boca do pai para investigar os arredores antes de partir em definitivo.

## No aquário
Aruanãs tendem a formar cardumes com de cinco a oito indivíduos; infelizmente, tendem a mostrar excesso de dominância e agressão. Deve-se colocar os peixes num aquário mínimo de 1 500 litros (396,258 galões) com boa filtragem, e mais 100 para colocar outras espécies (devido ao seu tamanho, o pirarucu não é recomendado para aquários menores de 10 000 litros). Tal peixe não é recomendado para criadores amadores. São compatíveis com peixes como peixes-faca-palhaços, pacus, oscares e outros peixes semiagressivos que não caibam na boca do aruanã.
Espécies australianas devem ser mantidas sozinhas no aquário.

## Folclore
Para os chineses e outras culturas asiáticas, o dragão é um símbolo de boa sorte e prosperidade. Os chineses chamam o aruanã de "peixe-dragão" por possuir a aparência do dragão, especialmente as escamas largas e os barbilhões. Aruanãs são também usados no feng shui para atrair boa sorte e saúde.
Os aruanãs têm um importante papel na mitologia dos índios carajás, do Brasil.

## Espécies
A família contém duas subfamílias, Heterotidinae e Osteoglossinae, com todos menos dez espécies. Espécies são dadas com um ou mais nomes comuns.
Antigamente, o pirarucu e o aruanã-africano eram colocados na família dos aruanãs. Os Osteoglossinae, porém, agora são colocados na sua própria família, Arapaimidae.
- Subfamília Osteoglossinae
  - Gênero Osteoglossum (Cuvier, 1829)
    - Aruanã-prateado, Osteoglossum bicirrhosum (Cuvier, 1829)
    - Aruanã-negro, Osteoglossum ferreirai Kanazawa, 1966

  - Gênero Scleropages
    - Scleropages aureus † (Pouyad, Sudarto & Teugels, 2003)
    - Aruanã-dourado, Scleropages formosus † (Schlegel & Müller, 1844)
    - Aruanã-pérola, Scleropages jardinii ‡ (Saville-Kent, 1892)
    - Scleropages legendrei † (Pouyad, Sudarto & Teugels, 2003)
    - Aruanã-pintado, Scleropages leichardti ‡ Günther, 1864
    - Scleropages macrocephalus † (Pouyad, Sudarto & Teugels, 2003)

Esta espécie é uma das conhecidas como aruanãs-asiáticos ou língua-de-osso-asiática.
Esta espécie é uma das duas muitas vezes chamada aruanã-australiana ou língua-de-osso-australiano.
Um estudo genético mostra que a linhagem que leva ao arapaima e ao aruanã-africano diverge há cerca de 220 milhões de anos, durante o fim do Triássico; a linhagem levando aos aruanãs prateados e negros da América do Sul divergiu há cerca de 170 milhões de anos, durante o Jurássico Médio. A linhagem levando aos aruanãs australianos divergiu dos asiáticos há cerca de 140 milhões de anos, durante o começo do Cretáceo.

## Relato de Fóssil
Pelo menos cinco peixes de paleoespécies conhecidos somente por fósseis, são classificados como osteoglossídeos; esta data vai até ao fim do Cretáceo, e é largamente considerada parte dos aruanãs Osteoglossomorpha. Ossos osteoglossomórficos foram encontrados em todos os continentes menos na Antártida.

### GêneroBrychaetus
Brychaetus muelleri (Agassiz, 1845) é conhecido como o fim do Cretáceo para o Paleoceno. Seus fósseis foram encontrados na Europa, América do Norte, e norte da África. Este peixe de água doce tem muitos dentes longos e sem corte. Platops e Pomphractus são sinônimos.

### GêneroJoffrichthys
Este gênero norte-americano inclui duas espécies, J. symmetropterus e J. triangulpterus. As espécies posteriores se formaram no Paleoceno da formação dos montes de Dakota do Norte, nos Estados Unidos.

### GêneroPhareodus
Este gênero inclui pelo menos duas espécies, P. testis (Leidy, 1873) e P. encaustus. Representantes foram encontrados no meio do Eoceno para o Oligoceno na Austrália e América do Norte, incluindo na formação do rio Green no Wyoming, Estados Unidos.
P. testis era um peixe de água doce com uma linha oval, uma cabeça pequena e levemente pontuda. Suas espinhas dorsal e anal são situadas posteriormente, com a espinha anal sendo mais larga. Sua espinha caudal é um pouco torcida. Tem uma espinha pélvica fina, e é sinônimo de Dapdoglossus.